# Floorball-Extraliga (Slowakei)
Die Extraliga ist die höchste Spielklasse im slowakischen Floorball (Unihockey). 2001 wurde die erste Saison der Extraliga gestartet. 
2024/25 spielten 12 Mannschaften in der Hauptrunde. Die besten acht Mannschaften qualifizierten sich am Ende der Hauptrundensaison für die Play-offs, bei denen anschließend der Meister ermittelt wurde. Der Tabellenzehnte und -elfte spielten Play-outs im Best-of-Five-Format. Der Verlierer spielte eine Relegation gegen den Zweitliga-Zweitplatzierten, erneut im Best-of-Five-Format. Der Tabellenletzte der Hauptrunde stieg direkt ab.
Tsunami Záhorská Bystrica konnte die Meisterschaft 2025 durch ein 11:7 im dritten Finalspiel gegen den bisherigen Titelträger Lido Bratislava gewinnen.

## Mannschaften 2024/25
In der Saison 2024/25 sind 12 Mannschaften in der Extraliga vertreten:
| Mannschaft                | Heimatstadt       |
| ------------------------- | ----------------- |
| Grasshoppers Žilina       | Žilina            |
| FK Florko Košice          | Košice            |
| ŠK Lido Bratislava        | Bratislava        |
| 1.FBC Trenčín             | Trenčín           |
| ATU Košice                | Košice            |
| FBC Mikuláš Prešov        | Prešov            |
| FBK Nižná                 | Nižná             |
| Tsunami Záhorská Bystrica | Záhorská Bystrica |
| AS Trenčín                | Trenčín           |
| Snipers Bratislava        | Bratislava        |
| Capitol Floorball Club    | Bratislava        |
| DTF Team Detva Joxers     | Detva             |

## Meister
| Jahr | Meister             | Jahr | Meister                   | Jahr | Meister                   |
| ---- | ------------------- | ---- | ------------------------- | ---- | ------------------------- |
| 2002 | HKL-MJM Petržalka   | 2012 | 1. FBC Trenčín            | 2022 | 1. FBC Trenčín            |
| 2003 | HKL-MJM Petržalka   | 2013 | 1. FBC Trenčín            | 2023 | 1. FBC Trenčín            |
| 2004 | HKL-MJM Petržalka   | 2014 | FK Florko Košice          | 2024 | ŠK Lido Bratislava        |
| 2005 | HKL-MJM Petržalka   | 2015 | Grasshoppers Žilina       | 2025 | Tsunami Záhorská Bystrica |
| 2006 | HKL-MJM Petržalka   | 2016 | ATU Košice                |      |                           |
| 2007 | Dragons Ružinov     | 2017 | Tsunami Záhorská Bystrica |      |                           |
| 2008 | Hurrikan Bratislava | 2018 | Tsunami Záhorská Bystrica |      |                           |
| 2009 | 1. FBC Trenčín      | 2019 | AS Trenčín                |      |                           |
| 2010 | Dragons Ružinov     | 2020 | — (Corona-Pandemie)       |      |                           |
| 2011 | 1. FBC Trenčín      | 2021 | — (Corona-Pandemie)       |      |                           |